# 南京地铁S2号线
南京地铁S2号线又称宁马城际铁路，是建设中的连接江苏省南京市和安徽省马鞍山市及下属当涂县的城际轨道交通线，是长三角都市圈轨道交通项目，该线为《长江三角洲地区交通运输更高质量一体化发展规划》中的“都市圈通勤交通网重点工程”线路。马鞍山段于2020年12月30日开工，南京段于2021年12月28日开工。
该线路的南北两端，分别为当涂县太白站和南京地铁1号线中华门站，其中一期工程北部终点为南京地铁7号线西善桥站。

## 概况
2020年，南京、马鞍山人民政府市长共同签署《宁马城际共建合作协议》。

### 南京段
长江三角洲都市圈轨道交通项目南京至马鞍山城际铁路勘察设计审查（D.S02.X-XS12标）招标公告已于2020年9月发布，根据该招标公告，南京段一期设8座车站、26.9公里、滨江车辆基地一座，二期工程设4座车站，11.2公里。11月30日，现代快报记者获悉，近日由中铁第六勘察设计院集团有限公司牵头的联合体，一举中标 " 南京至马鞍山城际铁路工可（南京段）、勘察、总体总包及系统设计 " 项目，根据此前招标要求，预计2021年9月工可报告获批。。2021年2月7日，南京地铁S2号线宁马城际）南京段一期开始环评公示。2021年8月4日，宁马城际铁路（南京段）环评获批。

### 马鞍山段
宁马城际马鞍山段工程为《长江三角洲地区交通运输更高质量一体化发展规划》中的“都市圈通勤交通网重点工程”。马鞍山段线路总长 27.49km，设车站8座，平均站间距为 3.69km。列车设计行车速度为 120km/h，拟采用市域B型车，DC1500V 供电。宁马城际马鞍山段新建当涂南车辆段；新建林里路主变电所与金山东路主变电所；使用南京灵山控制中心。总投资约94.5亿元，先开段EPC已经中标，马鞍山段环评和工可报告已获批。2020年12月30日，宁马城际铁路马鞍山段开工。2021年12月17日，安徽省发改委批复南京至马鞍山城际铁路（马鞍山段）初步设计。

## 车站
S2号线起始于中华门站，止于当涂南站，其中一期工程始于西善桥。
| 南京地铁S2号线车站列表 |      |      |      |                             |              |          |            |          |            |
| 站名                   | 里程 | 站距 | 位置 | 换乘                        | 车站形式     | 首班车   | 首班车     | 末班车   | 末班车     |
| 站名                   | 里程 | 站距 | 位置 | 换乘                        | 车站形式     | 往西善桥 | 往当涂南站 | 往西善桥 | 往当涂南站 |
| 南京段二期             |      |      |      |                             |              |          |            |          |            |
| 中华门■                |      |      |      | █ 1号线 █ 8号线规划         |              |          |            |          |            |
| 凤台南路■              |      |      |      |                             |              |          |            |          |            |
| 小行■                  |      |      |      | █ 10号线                    |              |          |            |          |            |
| 油坊桥■                |      |      |      | █ 2号线 █ S3号线            |              |          |            |          |            |
| 南京段一期             |      |      |      |                             |              |          |            |          |            |
| 西善桥■                |      |      |      | █ 7号线                     | 地下两层岛式 |          |            |          |            |
| 雨花经济开发区■        |      |      |      |                             | 地下两层岛式 |          |            |          |            |
| 板桥■                  |      |      |      | █ 9号线二期规划             | 地下两层岛式 |          |            |          |            |
| 板桥南■                |      |      |      | █ 16号线规划                | 地下一层岛式 |          |            |          |            |
| 江宁镇■                |      |      |      |                             | 地面一层侧式 |          |            |          |            |
| 江宁滨江开发区■        |      |      |      |                             | 高架三层岛式 |          |            |          |            |
| 牧龙■                  |      |      |      |                             | 高架三层岛式 |          |            |          |            |
| 铜井■                  |      |      |      |                             | 高架三层岛式 |          |            |          |            |
| 马鞍山段               |      |      |      |                             |              |          |            |          |            |
| 慈湖高新区■            |      |      |      |                             | 高架两层岛式 |          |            |          |            |
| 湖北路二中■            |      |      |      | 马含线（规划）              | 高架三层侧式 |          |            |          |            |
| 湖南路安工大■          |      |      |      | 马鞍山轨道交通1号线（规划） | 高架三层侧式 |          |            |          |            |
| 雨山东路■              |      |      |      |                             | 高架三层侧式 |          |            |          |            |
| 阳湖■                  |      |      |      |                             | 高架三层侧式 |          |            |          |            |
| 马鞍山经开区■          |      |      |      |                             | 高架三层侧式 |          |            |          |            |
| 姑孰■                  |      |      |      | 当涂东站                    | 高架三层侧式 |          |            |          |            |
| 太白■                  |      |      |      |                             | 高架三层单岛 |          |            |          |            |
| 马鞍山段（规划）       |      |      |      |                             |              |          |            |          |            |
| 宝塔路 / 年陡（支线）■ |      |      |      |                             |              |          |            |          |            |
| 永兴路■                |      |      |      |                             |              |          |            |          |            |
| 金柱南路■              |      |      |      |                             |              |          |            |          |            |
| 保顺路■                |      |      |      | 芜湖轨道交通1号线           |              |          |            |          |            |

图例：
- ■：施工中
- ■：未开工
- ■：主体结构封顶

以上施工相关统计数据截至2023年9月23日。

## 时间表
- 2018年5月，南京市与中国铁路总公司对接，推进宁铜铁路外绕工作，外绕工程完成后即启动S2号线的前期工作[22]。
- 2018年8月15日，南京市规划局和南京地铁建设公司相关负责人共7人赴马鞍山市马交流对接轨道交通的相关工作。马鞍山市的规划部门的相关领导和负责人参加了对接活动。南京市规划局一行先后现场勘察了慈湖高新区、马鞍山东站、节庆广场等重点节点，详细了解节点的建设情况，并在接下来的两市规划部门对接会议中，向马鞍山市规划部门传授了南京市轨道交通建设规划的经验和教训，并认为两市的轨道交通需要做好密切对接工作，为两市人民的交流和发展，为宁马一体化做好工作[23]。
- 2018年底，宁马城际铁路（安徽段）正式进入预可研阶段。[6]
- 2019年，宁马城际铁路（南京段）正式开始预可研。[1]
- 2020年，宁马城际铁路正式列入安徽省实施长江三角洲区域一体化实施纲要计划。[7]同年，宁马城际铁路（马鞍山段）PPP项目咨询服务（MASCG-0-F-F-2020-0165）成交公告正式发布。[24]同年，国家发改委、交通运输部正式印发《长三角地区交通运输更高质量一体化发展规划》，宁马城际在列。[19]同年，长江三角洲都市圈轨道交通项目南京至马鞍山城际铁路工可（南京段）、勘察、总体总包及系统设计（D.S02.X-XS01标）招标公告发布。[25]同年，南京至马鞍山城际铁路（马鞍山段）可行性研究报告审批前公示发布。[26]同年10月27日，南京至马鞍山城际铁路（马鞍山段）工程环境影响评价第一次公示发布。[27]同年11月9日，南京至马鞍山城际铁路（马鞍山段）环境影响报告书发布。[17]11月19日，南京至马鞍山城际铁路项目设计工作启动会在南京地铁建设有限公司圆满召开，[28]11月20日，南京至马鞍山城际铁路（马鞍山段）先期试验段项目（EPC总承包）招标公告发布，[29]12月11日，该招标发布中标候选人公示。[30]
- 2020年12月30日，宁马城际铁路（马鞍山段）开工[3]。
- 2021年8月4日，宁马城际铁路（南京段）环评获批[13]。
- 2021年12月28日，宁马城际铁路（南京段）开工[4]。
- 2023年2月25日，宁马城际铁路（南京段）首台盾构机“宁马一号”在西善桥站至板桥北站右线区间顺利始发[31]。
- 2025年4月1日，马鞍山市民政局公布宁马城际马鞍山段正式站名。[32]

## 建设意义
该线是南京轨道交通向马鞍山延伸的重大交通基础设施项目，对推动马鞍山全面对接长三角、深度融入南京都市圈具有重要战略意义。

## 便捷换乘
该线可与南京地铁1号线、2号线、7号线、8号线、9号线、10号线、18号线、S3线等8条线路以及马鞍山规划的2号线、3号线换乘。芜湖市发改委已牵头研究该线当涂南站至芜湖轨道交通1号线保顺路站的轨道交通项目。